# Jakob Gasteiger

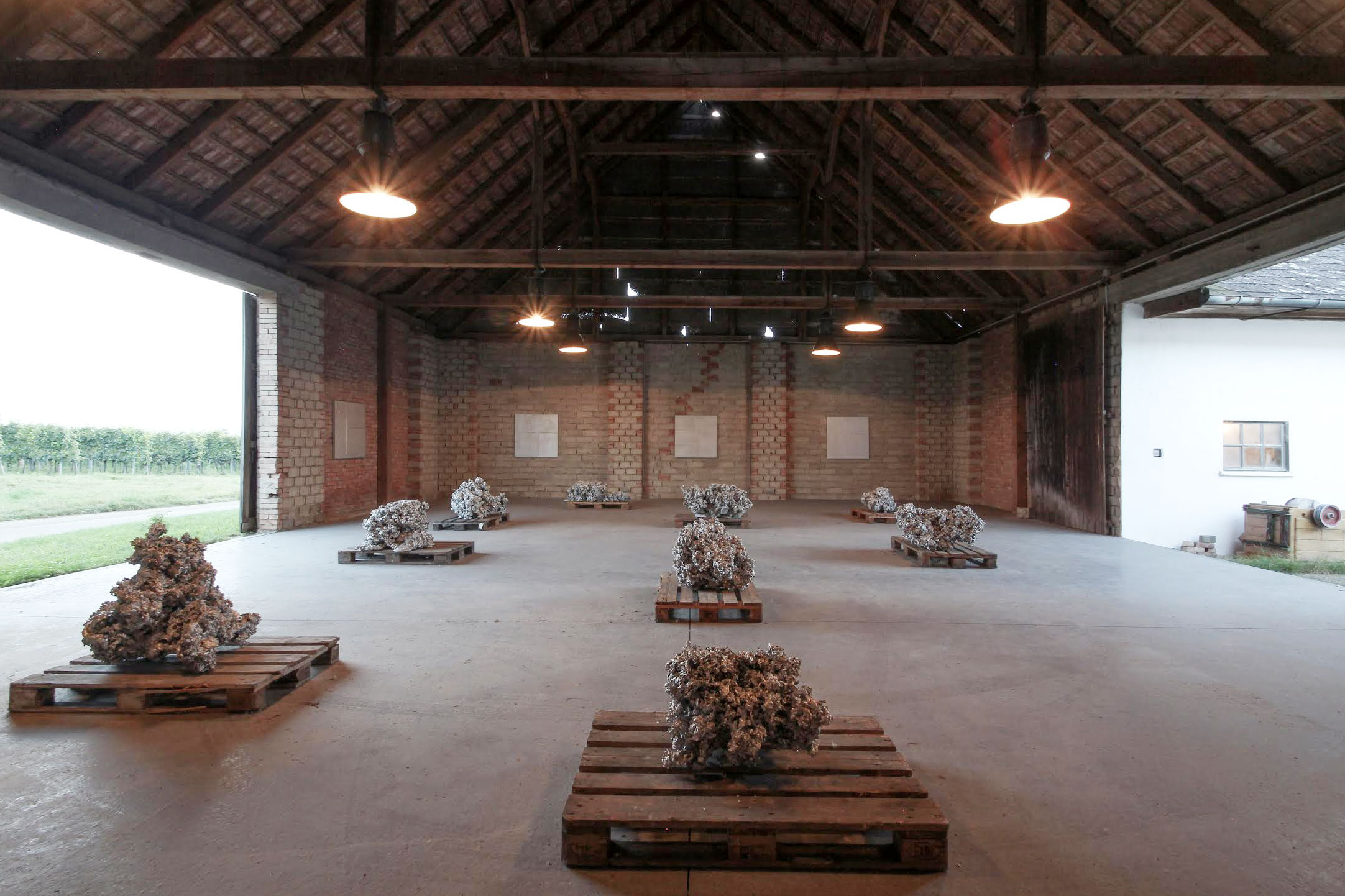
Aus Aluminium gegossene Skulpturen. Installation Atelier Weinviertel, Niederösterreich, 2016

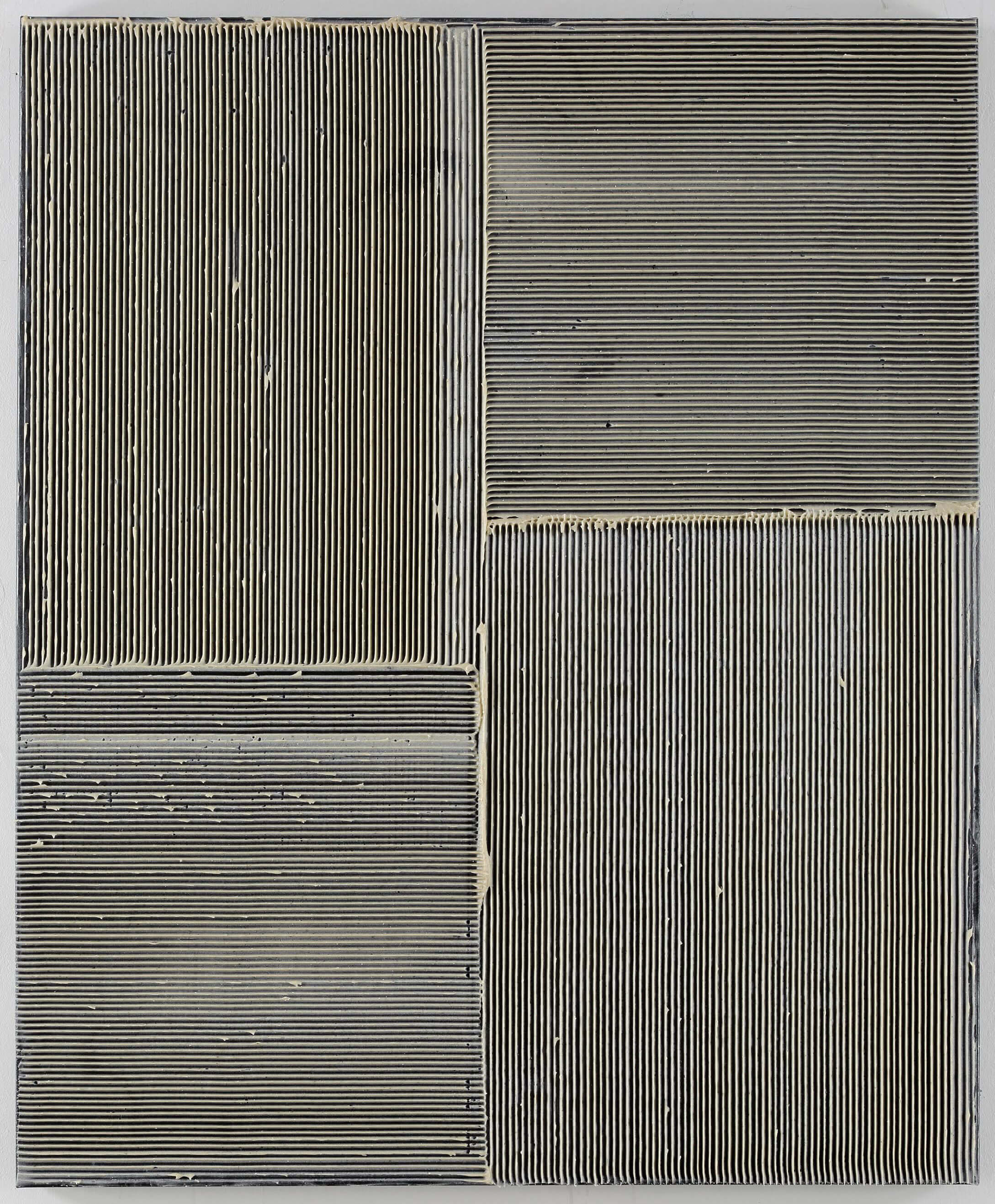
Acryl auf Leinwand

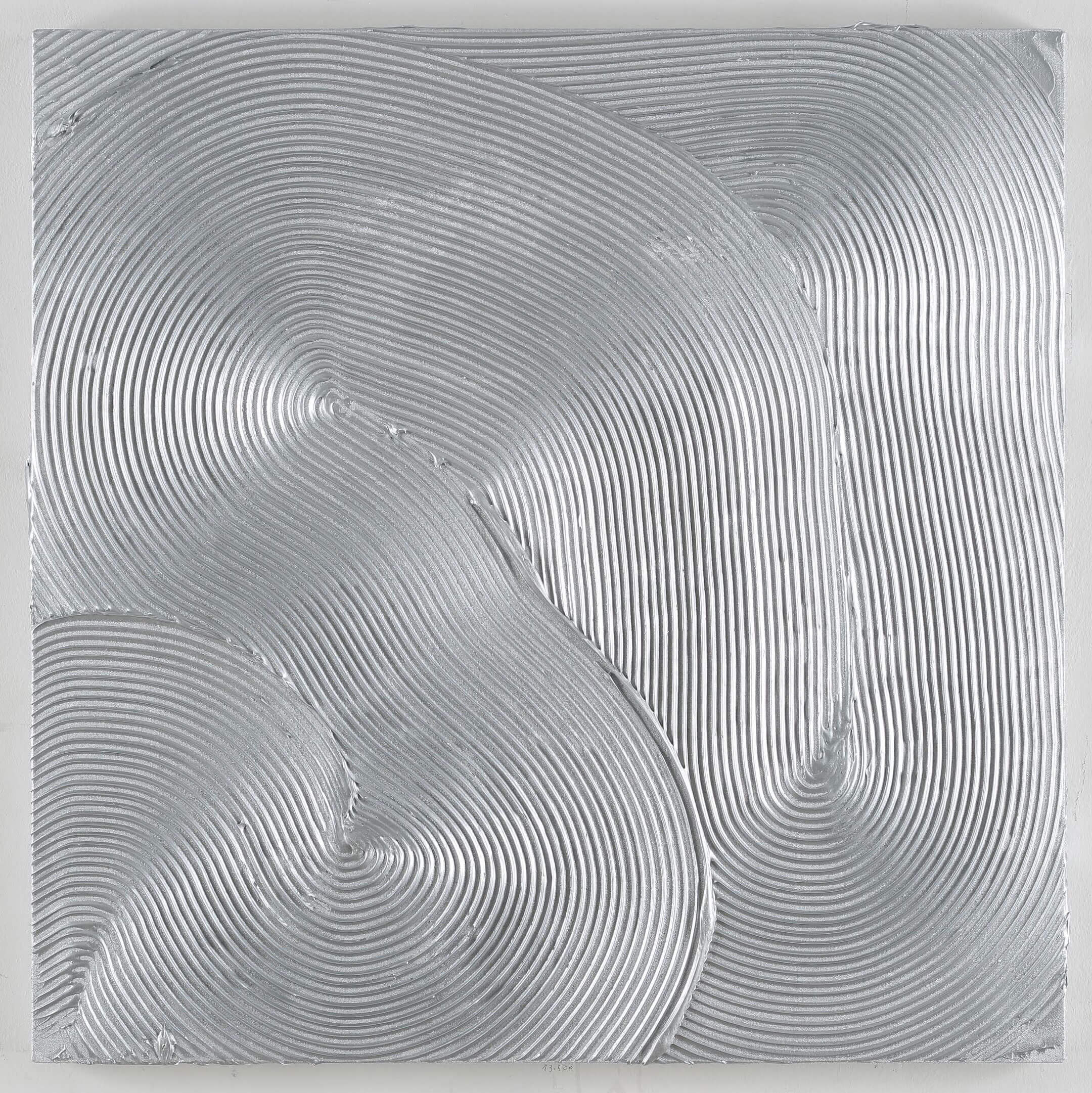
Acryl auf Leinwand

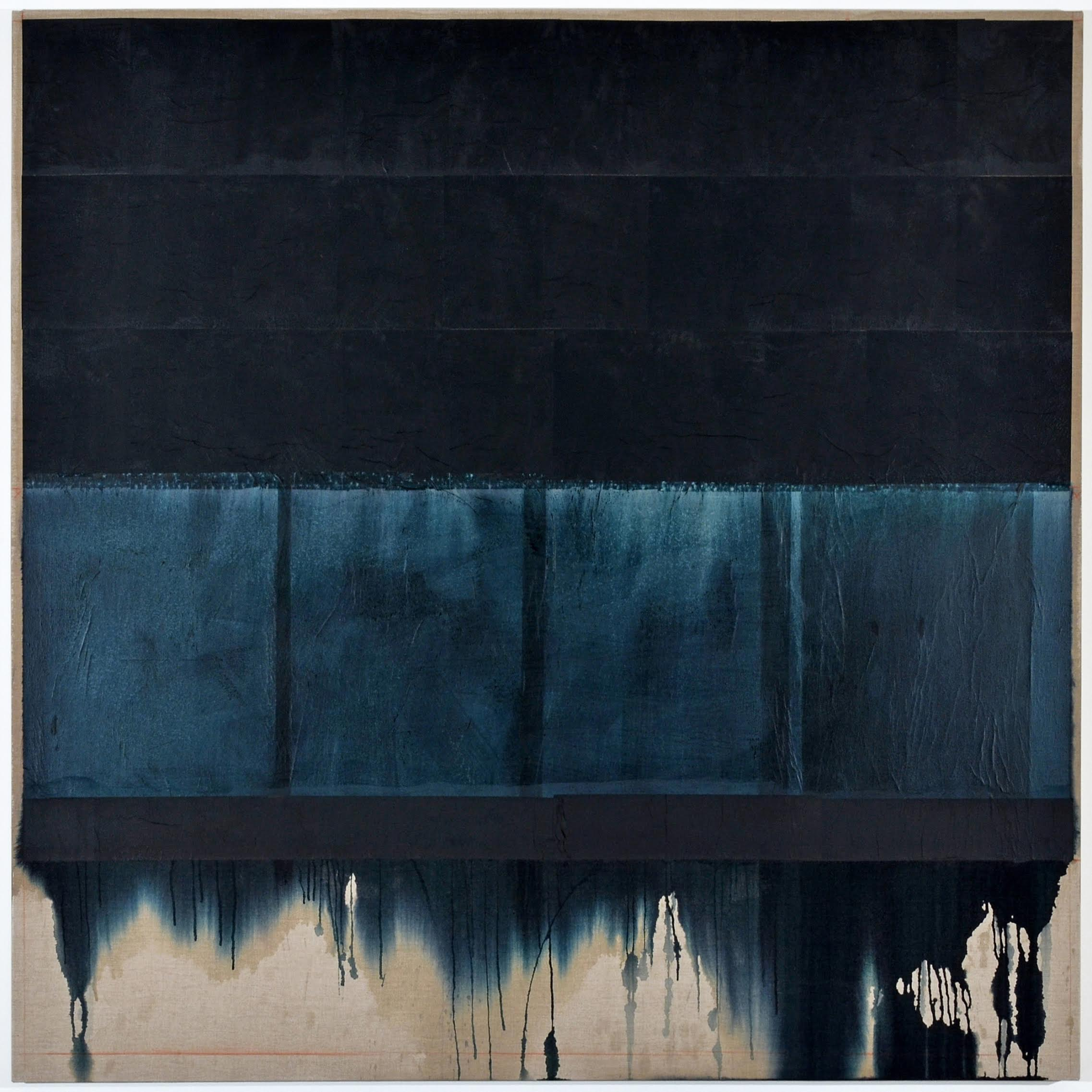
Papier auf Leinwand

Jakob Gasteiger (* 1953 in Salzburg) ist österreichischer Maler.

## Leben und Werk
Gasteiger studierte 1970 bis 1974 Bühnenbild an der Hochschule für Musik und darstellende Kunst in Salzburg, lebt seit 1972 in Wien und besuchte ab 1976 die Graphische Lehr- und Versuchsanstalt.
Er hat seit 2013 ein zweites Atelier im Weinviertel.
Gasteiger beschrieb seine Arbeit in einem Interview von 1999 als eine „Thematisierung von Malprozess und Malerei“. Kunst sei für ihn die Schaffung eines Systems von Handlungsabläufen, in denen Bilder ohne ikonografischen Anspruch entstünden. Seine wiederholte Tätigkeit des Farbauftragens und Strukturierens des Materials Farbe würde sich jedem Bildinhalt verweigern.
Diese aus bisherigen Texten exemplarisch ausgewählte Notiz erweist sich repräsentativ für Gasteigers Pragmatik in der Selbstbeschreibung seiner künstlerischen Arbeit und deckt sich gleichzeitig mit den Definitionsmodellen jener Stilrichtungen, die ihn am meisten beeinflusst hätten. Hierzu zählt der Künstler Radikale Malerei und Minimal Art.
Mit beiden Kunstrichtungen beschrieb Gasteiger Bezugspunkte, die eine elementare Formensprache als Gegenströmung zu einer jeweils vorausgegangenen expressionistischen Kunstrichtung vorgestellt hatten. In diesem Sinns war die Minimal Art in den 1960er Jahren eine Reaktion auf den Abstrakten Expressionismus gewesen. Zwanzig Jahre sollte den Neuen Wilden die Radikale Malerei folgen.
Mit ihren wesentlichen Ausprägungen stellte Radikale Malerei zu diesem Zeitpunkt auch das prägnanteste Orientierungsfeld für Jakob Gasteiger dar. Als eine postmoderne Haltung der abstrakten Malerei der späten 1980er Jahre bezog sie sich auf ihre primären und eigenwertigen Grundlagen, wie Fläche, Struktur, Bildträger und vor allem auf die Farbe. Die Radikale Malerei stellte sich selbst dar. Ein wie auch immer gearteter Inhalt wurde von den Protagonisten nicht angestrebt.
Als Künstler entzieht sich Gasteiger der fachspezifischen Klassifizierung: am ehesten Maler, vielleicht noch sinnlicher Minimalist. Sein Markenzeichen sind stark reliefierte, mit Kämmen in satter Farbe gezogenen Monochromien. Gasteigers Werk lässt viele Fragen offen, besser stellt sie neu: wie die nach Übergängen zwischen Bild, Objekt und Skulptur, zwischen Flächen und Raum oder Materiellem und Immateriellem. Dementsprechend vielfältig und reich an Kontrasten ist sein Œuvre. Allen Werken gemeinsam, ob sie nun der Grafik, der Malerei, dem Objekt, der Skulptur oder dem Environment zuzuordnen sind, ist ihre Selbstbezüglichkeit: sie erzählen keine Geschichten, bilden nicht ab, sie verweisen auf nichts anderes als auf sich selbst, präsentieren nur ihr eigenes Sein.

## Einzelausstellungen (Auswahl)
- 1985–1991: Galerie Ropac, Salzburg
- 1983: Galerie Armstorfer, Salzburg
- 1987: Galerie Carine Campo, Antwerpen
- 1988: Galerie De Selby, Amsterdam
- 1989: Galerie Gawlik/Schorm, Wien
- 1991: Galerie Transit, Leuven / Belgien
- 1991: Picaron Editions, Amsterdam
- 1992: Kärntner Landesgalerie, Klagenfurt
- 1994: Galerie Praz-Delavallade, Paris
- 1995: Galerie Baks Modern & Contemporary Art, Den Haag
- 1995: Neue Galerie am Landesmuseum Joanneum, Graz
- 1997–2003: Galerie nächst St. Stephan, Wien
- 1997–2003: Galerie Cora Hölzl, Düsseldorf
- 1999: Galerie Lea Gredt, Luxemburg
- 2001: Margarete Roeder Gallery, New York
- 2002: Museum der Moderne Salzburg, Rupertinum, Salzburg
- 2005: Galerie De Rijk, Den Haag
- 2006: Landesgalerie am Oberösterreichischen Landesmuseum, Linz
- 2006: Mario Mauroner Contemporary Art, Wien
- 2006: Galerie Lausberg, Düsseldorf
- 2008: Galerie am Stein, Schärding; St. Peter an der Sperr, Wiener Neustadt; Galerie Jünger, Baden
- 2010: Galerie 422, Gmunden, Galerie Schmidt, Reith/Alpbachtal; Kunsthalle Nexus, Saalfelden; Künstlerhaus Wien
- 2011: Künstlerhaus, Wien
- 2012: Künstlerhaus Palais Thurn und Taxis, Bregenz
- 2013: EMB-Art, Vaduz
- 2016: Salzburg Museum, Salzburg
- 2021: Albertina, Wien

## Werke in öffentlichen Sammlungen
- Albertina Wien
- Kunstmuseum Bonn
- Museum moderner Kunst Kärnten
- Kunstforum Wien
- Museum Sammlung Essl Wien
- Museum moderner Kunst Stiftung Ludwig Wien
- Museum der Moderne Salzburg
- Museum Liaunig, Neuhaus/Suha
- Museum Angerlehner, Thalheim / Wels
- Lentos Museum, Linz
- Sammlung der Österreichischen Nationalbank, Wien
- Österreichische Galerie Belvedere, Wien
- Niederösterreichisches Landesmuseum, St. Pölten
- Museum für Gegenwartskunst, Stift Admont

## Publikationen (Auswahl)
- Jakob Gasteiger, Oberösterreichisches Landesmuseum Linz 2006, Verlag Bibliothek der Provinz, ISBN 3-902414-27-8
- Jakob Gasteiger, Rupertinum, Museum der Moderne Salzburg Salzburg 2002. ISBN 3-9501477-3-X
- Jakob Gasteiger. Arbeiten 1985 - 2010, Edition Serendipity 2010. Verlag für moderne Kunst Nürnberg, ISBN 978-3-86984-113-7
- Jakob Gasteiger. Post-Radikale Malerei, Albertina, Wien, Artbook Verlag, ISBN 978-3-9504892-5-5

## Auszeichnungen
- 1990: Anton-Faistauer-Preis für Malerei
- 1995: 24. Österreichischer Graphikwettbewerb Innsbruck, Preisträger
- 1999: 26. Österreichischer Graphikwettbewerb Innsbruck, Preis der Landeshauptstadt Innsbruck
- 2005: Nominierung: Großer Kunstpreis des Landes Salzburg
- 2017: Niederösterreichischer Kulturpreis – Würdigungspreis in der Kategorie Bildende Kunst[3]
- 2019: Großes Ehrenzeichen für Verdienste um das Bundesland Niederösterreich[4]